# Tahograf (medicină)
În medicină, un tahograf este un aparat pentru înregistrarea frecvenței pulsului sau respirației.